# بطولة باوليستا 1927
كانت بطولة باوليستا 1927 هو الموسم السادس والعشرون من دوري كرة القدم الأعلى في ساو باولو . تم التنافس على بطولتين في ذلك الموسم، كل منهما من قبل دوري مختلف (APEA وLAF).